# Zolling
Zolling là một đô thị thuộc huyện Freising, bang Bayern, Đức.
Các làng thuộc đô thị này có: Anglberg, Flitzing, Thann, Palzing và Appersdorf.
Zolling có cự ly 6 km về phía bắc Freising.